# Karel Štekl
Karel Štekl (27. ledna 1911 – ???), byl český a československý politik a poválečný poslanec Prozatímního a Ústavodárného Národního shromáždění za Komunistickou stranu Československa.

## Biografie
Původní profesí byl zámečníkem. Již v meziválečném období byl veřejně aktivní. Roku 1931 navštívil coby delegát dělníků z plzeňské Škodovky Sovětský svaz. Od roku 1932 zastával funkci krajského tajemníka komunistického svazu mládeže v
Plzni. Roku 1931 vstoupil do KSČ. V první polovině 30. let byl stíhán v špionážní aféře v plzeňské Škodovce a odsouzen na pět let za špionáž. Za okupace byl činný v odboji. Fungovala okolo něj ilegální skupina, napojená přes Ústřední radu odborů na odbojové kruhy v Praze. Jeho aktivita v odboji ale byla po roce 1945 opakovaně zpochybňována a objevila se i podezření na údajnou kolaboraci. Tato podezření šířil zejména Václav Hrbek, komunistický funkcionář, který se po roce 1945 nepohodl s krajským vedením strany, a jeho bratr Jaromír Hrbek. Štekl sice byl za okupace zatčen, ale prý následně za podezřelých okolností propuštěn. Měl se také privátně stýkat s příslušníky gestapa Sedláčkem a Joachymem a zařizovat Němcům proviant, čímž získal lukrativně placené pracovní místo. Historik Jakub Šlouf uvádí Hrbkovy informace jako nepříliš průkazně podložené. V Plzni se ale tehdy zprávy o špatném chování Štekla (a dalších funkcionářů, například Josefa Ullricha) staly veřejným tajemstvím.
Roku 1945 působil jako politický tajemník KV KSČ v Plzni. Patřil mezi nejužší kruh krajských funkcionářů strany. Na podzim 1945 se měl také stát členem Ústředního výboru Komunistické strany Československa. Databáze členů ÚV KSČ ovšem jeho jméno neuvádí. V letech 1945–1946 otřásaly plzeňskou KSČ těžké vnitřní spory Na jednání pléna Krajského výboru KSČ konaného 14. prosince 1946 provedl Rudolf Slánský osobně změny ve vedení krajské organizace strany, přičemž Karel Štekl byl donucen rezignovat na pozici předsedy KV KSČ. V říjnu 1947 byl ovšem (z titulu funkce poslance) kooptován do předsednictva KV KSČ. Šlo o mimořádné opatření dané zhoršující se vnitropolitickou situací v Československu. Svůj vliv na regionální struktury KSČ v Plzni si tak udržel.
V letech 1945-1946 byl poslancem Prozatímního Národního shromáždění za KSČ. V parlamentu setrval až do parlamentních voleb v roce 1946, pak se stal poslancem Ústavodárného Národního shromáždění za KSČ. Mandát zastával až do voleb do Národního shromáždění roku 1948. V nich již nebyl stranou zařazen na kandidátní listinu. V květnu 1948 kritizoval krajské vedení strany za chyby, jejichž výsledkem měly být spontánní proamerické demonstrace v Plzni, odehrávající se v době výročí osvobození. Doporučil, aby strana nezamlčovala podíl Američanů na osvobození státu a aby sama organizovala připomínky jejich role, byť s distancováním se od současné imperialistické politiky USA. Dne 14. června 1948 sekretariát KV KSČ podal na ÚV KSČ stížnost na výstupy Karla Štekla a dalších funkcionářů. Po intervenci zástupců ÚV KSČ byl Štekl vyzván k provedení sebekritiky.
Po roce 1948 opustil aktivní politiku. Měl slíbené zaměstnání v oboru pojišťovnictví. Počátkem šedesátých let byl náměstkem ministra dopravy.